# Mushroom Jazz
Mushroom Jazz ist eine in unregelmäßigen Abständen erscheinende Musik-Compilationreihe von Dj Mark Farina, die vorwiegend in den USA bekannt und verbreitet ist. Diese entstand im Jahr 1992 im Raum San Francisco und wurde damals auf Musikkassette veröffentlicht. 1996 wurde die Serie kommerziell und es erschien Mushroom Jazz: Volume 1 auf CD und Vinyl. Charakteristisch ist die Zusammenführung von Hip-Hop, Jazz, Downtempo und House. Ebenso die Einbindung von Sprachsamples, die Filmen und Tonaufnahmen aus den 50er- und 60er-Jahren entstammen und sich nahtlos in die Mixes einfügen.
Mark Farina gilt als Begründer einer neuen Unterkategorie der elektronischen Musik, genannt Mushroom Jazz.
Die bis heute erschienenen Mushroom Jazz-Teile (Volume 1-6) beinhalten Stücke unterschiedlichster Künstler wie Blue Boy, Chali 2na, Deadbeats, People under the Stairs, Colossus u. v. m., aber auch von Mark Farina selbst produzierte Tracks. Am 9. November 2010 erschien der neuste Ableger der Serie Mushroom Jazz 7 (MJ7), der bereits im Vorfeld mit einer großen Vorbestellaktion auf Mark Farinas Website beworben wurde.

## Volume 1 (1996)
Playlist
1. Bosha Nova von Mr. Electric Triangle
2. Remember Me von Blue Boy
3. Get This von Groove Nation
4. Pick Me Up von Deadbeats feat. Isi Samuel
5. Gibby Music von Apollo Grooves
6. Midnight Calling von Naked Funk feat. Valerie Etienne
7. Midnight Calling (Fly Amanita Remix) von Mark Farina
8. If We Lose Our Way von Paul Johnson
9. In Hale von Hydroponic Groove Sessions
10. Warm Chill von Julius Papp
11. Music Use It von Lalomie Washburn
12. Longevity von J-Live

Anmerkung:
Es existieren zwei Versionen von Volume 1. Diese Tracklist bezieht sich auf den bekannteren 71-Minuten-Mix.
Der zweite ist ein älterer 45-Minuten-Mix, der dieselben Tracks in anderer Reihenfolge beinhaltet.

## Volume 2 (1998)
Playlist
1. Then Came You von Euphonic feat. Kevin Yost
2. Sandworms von Andy Caldwell vs. Darkhorse
3. Piano Grand von Tony D
4. That Time of Day (Again) von Jaywalkers
5. Poppy's Song von Big Muff
6. Made In The Shade von Deadbeats
7. Cutee von Spacehopper
8. Make Me Happy (DJ Spinna Original Mix) von Cooly's Hot-Box
9. If I Fall (Jay's Urban Dub) von Naked Music NYC
10. How Sweet It Is von Mr. Scruff & Mark Rae
11. Liquid (Instrumental) von L-Fudge
12. Sunday Night von Dj Migs
13. Lyrics and Vibes von Smoke No Bones
14. Un Pépé dans la Dentelle von Pépé Bradock

Anmerkung:
Auf der CD befindet sich ein von Mark Farina produzierter „Hidden Track“ (versteckter Track), der nicht offiziell auf der Playlist aufgeführt wird.

## Volume 3 (2001)
Playlist
1. California Suite (Vagabond Mix) von King Kooba
2. De La Bass (Mousse T's Def Mix) (Instrumental) von Raw Instinct
3. Vibrate von The Basement Khemist
4. De La Bass (Mousse T's Def Mix) (Vocal) von Raw Instinct
5. Relax Your Mind von Dj Presto
6. Taste Of Funk von Mateo and Matos
7. Dedicated von Dynamic Syncopation
8. Do It von Daddy's Favorite
9. Flirtation von Herb Alpert
10. Collage von Urban Backcountry
11. Jazz Cop von Gripper
12. Schooled In The Trade von People Under the Stairs
13. Seven Steps Behind von Polyrhythm-Addicts
14. Trackrunners von The Unspoken Heard
15. Dig It (Instrumental) von Mountain Brothers
16. Rock Box (Instrumental) von Que D
17. Sneakin von Jaffa
18. Streamline von Slide 5
19. Philadelphia von Bahamadia

## Volume 4 (2002)
Playlist
1. A Little Soul (Petestrumentals) von Pete Rock
2. Hot Banana's von Scienz of Life
3. Suite for Beaver, Pt. 1 von People Under the Stairs
4. Truth In Position von Maspyke
5. Chicago Babe von Trankilou
6. Wiggle And Giggle von Joshua
7. Shoplif (Instrumentals) von Ripshop feat. Mr. Lif
8. Keep Your Head Up von Laurne'a
9. Original Beats von Dj Slave
10. No von Fat Jon
11. Mellow Soul Fruit von Wick Wack
12. Listen von Benny Blanko
13. Phone Tap von Bernal Boogie
14. Irreconcilable von Sub-Conscious
15. Seems To Know von Julius Papp & Dave Warrin
16. Find Yourself von Space Hopper
17. 7 Dayz von Tek 9
18. Big Fish von Dubble D
19. Bath Music von Greyboy

## Volume 5 (2005)
Playlist
1. Afros in Ya von J-Boogie's Dubtronic Science
2. The Tribute von Colossus
3. Autumn Evening Breeze von Sound Providers
4. Chali 2na Comin' Thru von Dj Numark feat. Chali 2na
5. Come Down von Red Astaire
6. Flow (Fluid Mix Instrumental) von Zion I feat. Goapele
7. Nostalgia von DJ Spinna
8. Cali Spaces von Mark Farina
9. Funky For You von Blu Bizness
10. Puttin' in Work [Instrumental] von Wee Bee Foolish
11. Hollywood von DJ Dez
12. Music Makes The World Go Round von Jazz Liberatorz feat. Declaime
13. Maintain [Instrumental] von The Strange Fruit Project
14. Back in 92 [Instrumental] von Presto feat. Lowd
15. You Like My Style von Shortie No Mas
16. Here's The Proof von The Earl
17. Modern Women's Short Stories von Jonny Alpha
18. The Kick Clap [Instrumental] von Starving Artist Crew
19. It's a Love Thing [Instrumental] von Pete Rock
20. The Yacht Club von Thes One
21. Nic's Groove von The Foreign Exchange

## Volume 6 (2008)
Playlist
1. This Beat von The Jazzual Suspects
2. Fools Competition von Smooth Current
3. Baaaby von Ta'Raach
4. Groovin von Kero One
5. Jamal 141 von Jamal
6. Dopebeatz von Colossus
7. Calm Down (Instrumental) von Brawcast
8. Alive (Instrumental) von J-Boogie's Dubtronic Science
9. Scene #2 (Instrumental) von GAGLE
10. Just Checkin' (J's Stripped Down Instrumental) von Uneaq
11. The What? (feat. G-off & The Whooligan) von Colossus
12. Bodysnatchin' (On the Isle) von Rubberoom
13. Wasn't Really Worth My Time von Flash
14. Life von Mark Farina
15. Ba Dada von The Jazzual Suspects
16. Untitled 005 von Super Smoky Soul
17. Way Back When von Choice37
18. Transit von Colossus
19. Day At the Beach von J-Boogie's Dubtronic Science
20. Reflections von Dave Allison

## Volume 7 (2010)
vorläufige Playlist
1. Down The Road von Lurob
2. Macheeto von Slakah the Beatchild
3. Colorblind von Nathan G
4. Southern Plumperz von Andy Caldwell feat. Rico de Largo
5. More von Joshua Heath
6. It's the Beat von Tommy Largo
7. Bad Back von King Kooba
8. Introduce (SLAP Mix) von Colossus
9. Just Move von Uneaq
10. (Never Been To) California von Jazz Spastiks
11. Live Forever von Mark Oakland
12. Night Time von Tommy Largo
13. Please Be Mine von Derek Dunbar
14. Walking the Dog von Giano & Michael Knight
15. Amber Leaf von Jazz Spastiks
16. Stressin'  von The Hue feat. Kissey Asplund
17. Living for the Rush von Slakah the Beatchild
18. All Night von Billa Qause
19. Brooklyn's Groove von Dave Allison